# Daejeon Hana Citizen Football Club
Maillots
Actualités
Le Daejeon  Hana Citizen Football Club (en hangul: 대전 하나 시티즌 축구단), plus couramment abrégé en Daejeon  Hana Citizen, est un club sud-coréen de football fondé en 1997 (puis refondé en 2020) et basé dans la ville de Daejeon.

## Histoire

### Histoire du club
Le club appartient à la banque Hana Financial Group.
Lors de la saison 2022, le Daejeon Citizen sort vainqueur des barrages d'accession à l'élite qu'il dispute face au Gimcheon Sangmu et est ainsi promu en première division, trois ans après la refondation du club,. 

### Historique des saisons
| - Saison 1997 - 7e de la K-League - Saison 1998 - 9e de la K-League - Saison 1999 - 8e de la K-League - Saison 2000 - 8e de la K-League - Saison 2001 - 10e de la K-League - Vainqueur de la Coupe de Corée du Sud - Saison 2002 - Demi-finaliste de la Coupe de Corée du Sud - 10e de la K-League - Saison 2003 - Quart de finaliste de la Ligue des champions de l'AFC - Quart de finaliste de la Coupe de Corée du Sud - 6e de la K-League - Record d'affluence de la K-League : 43 770 le 18 juin 2003 |  | - Saison 2004 - 11e de la K-League - Finaliste de la Hauzen Cup - Demi-finaliste de la Coupe de Corée du Sud - Saison 2005 - 7e de la K-League (1re partie : 8e ; 2e partie : 7e) - 10e de la Hauzen Cup - Saison 2006 - 3e de la première partie de la K-League ; 12e de la 2e partie - 4e de la Hauzen Cup - Saison 2007 - 6e de la K-League |

## Palmarès
| Compétitions nationales | Trophées                                                                                               | |
| --- | --- | --- |
| \| - Coupe de Corée du Sud (1) : - Vainqueur : 2001. - Supercoupe de Corée du Sud : - Finaliste : 2002. \| \| - Coupe de la ligue de Corée du Sud : - Finaliste : 2004. - Championnat de Corée du Sud D2 (1) : - Champion : 2014. \| | - Championnat de Corée du Sud : - Prix du fair-play : 1997. - Adidas Cup : - Prix du fair-play : 1997. | |
| - Coupe de Corée du Sud (1) : - Vainqueur : 2001. - Supercoupe de Corée du Sud : - Finaliste : 2002. | | - Coupe de la ligue de Corée du Sud : - Finaliste : 2004. - Championnat de Corée du Sud D2 (1) : - Champion : 2014. |

## Personnalités du club

### Présidents
- Huh Jung-moo

### Entraîneurs
| - Kim Ki-bok (11 novembre 1996 - 25 octobre 2000) - Lee Tae-ho (26 octobre 2000 - 30 décembre 2002) - Choi Yun-kyum (8 janvier 2003 - 30 juin 2007) - Kim Ho (13 juillet 2007 - 26 juin 2009) - Wang Sun-Jae (27 juin 2009 - 2 juillet 2011) - Shin Jin-won (3 juillet 2011 - 16 juillet 2011) - Yoo Sang-chul (20 juillet 2011 - 1er décembre 2012) - Kim In-wan (5 décembre 2012 - 2 octobre 2013) - Cho Jin-ho (3 octobre 2013 - 20 mai 2015) |  | - Michael Kim (21 mai 2015 - 31 mai 2015) - Choi Moon-sik (31 mai 2015 - 30 octobre 2016) - Lee Young-ik (17 novembre 2016 - 31 août 2017) - Kim Jong-hyun (31 août 2017 - 29 octobre 2017) - Ko Jong-soo (1er décembre 2017 - 23 mai 2019) - Park Chul (23 mai 2019 - 30 juin 2019) - Lee Heung-sil (2 juillet 2019 - 16 décembre 2019) - Hwang Sun-hong (4 avril 2020 - 7 septembre 2020) - Lee Min-sung (9 décembre 2020 - ) |